# Malabarkusten

Malabarkusten.

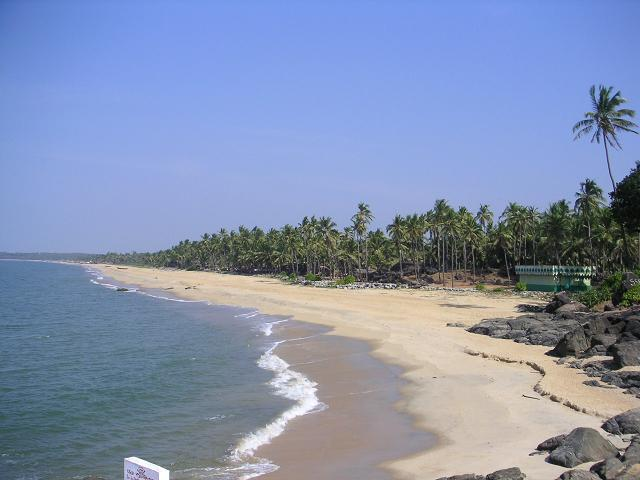
Del av Malabarkusten vid Bekal Fort.

Malabarkusten är Indiens sydvästkust från Goa i norr till Indiens sydspets och gränsar i öster till Västra Ghatsbergen. Den omfattar främst större delen av delstaten Kerala och delstaten Karnatakas kustregion. Kusten består av ett sammanhängande bälte av sanddyner och bakom dessa finns rik vegetation och bördig mark som lämpar sig för odling av ris och kryddor, främst peppar. Fiske är en viktig näring. Kochi är kustens största hamn.
Portugiserna upprättade ett flertal handelsstationer utefter kusten och följdes av holländarna på 1600-talet och fransmännen på 1700-talet. Storbritannien tog kontroll över området under sena 1700-talet.